# Radu Bălescu
Radu Bălescu (n. 18 iulie 1932, București, România – d. 1 iunie 2006, Drobeta-Turnu Severin, Mehedinți, România) a fost un fizician belgian de origine română, membru de onoare al Academiei Române (din 1990).

## Educație
Radu Bălescu a urmat cursurile Liceului „Titu Maiorescu” din București, apoi Facultatea de Științe Chimice din Bruxelles, iar în 1958 și-a luat doctoratul la aceeași facultate.

## Carieră
A fost profesor la Universitatea liberă din Bruxelles și la Universitatea Catolică din Louivan.
Radu Bălescu a avut contribuții importante în termodinamică, mecanică statică, procese ireversibile, teoria plasmei, ecuațiile cinetice.
Din 1980 a devenit membru al Academiei de Științe din New York, iar din 1985 al Academie Regale Belgiene.

## Opere
- Statistical mecanics of charced particles (New York, 1963, volum apărut în 1967 și în limba rusă)
- Equilibrium and nonequilibrium statistical mecanics (New York, 1975, tradus și în limba rusă în 1978)
- Transport processes in plasmas - 2 vol. (Amsterdam, 1988)